# تشارلز جراي
تشارلز جراي (بالإنجليزية: Charles Gray)‏ (و. 1928 – 2000 م) هو ممثل، من المملكة المتحدة، ولد في بورنموث، توفي في لندن، عن عمر يناهز 72 عاماً.

## وصلات خارجية
- تشارلز جراي على موقع IMDb (الإنجليزية)
- تشارلز جراي على موقع روتن توميتوز (الإنجليزية)
- تشارلز جراي على موقع ألو سيني (الفرنسية)
- تشارلز جراي على موقع ميوزك برينز (الإنجليزية)
- تشارلز جراي على موقع أول موفي (الإنجليزية)
- تشارلز جراي على موقع قاعدة بيانات برودواي على الإنترنت (الإنجليزية)
- تشارلز جراي على موقع قاعدة بيانات برودواي على الإنترنت (الإنجليزية)
- تشارلز جراي على موقع قاعدة بيانات برودواي على الإنترنت (الإنجليزية)
- تشارلز جراي على موقع قاعدة بيانات الأفلام السويدية (السويدية)
- تشارلز جراي على موقع إن إن دي بي (الإنجليزية)